# بوکور-سور-ل-هلوی
بوکور-سور-ل-هلوی (به فرانسوی: Beaucourt-sur-l'Hallue) یک کمون (فرانسه) در فرانسه است که در canton of Villers-Bocage واقع شده‌است. بوکور-سور-ل-هلوی ۵٫۴۷ کیلومتر مربع مساحت دارد ۵۱ متر بالاتر از سطح دریا واقع شده‌است.